# Mount Denholm
Mount Denholm ist ein Berg im ostantarktischen Enderbyland. Er ragt 1,5 km südöstlich des Mount Marriner in den Nye Mountains auf.
Kartiert wurde er mittels Luftaufnahmen, die 1956 im Zuge der Australian National Antarctic Research Expeditions entstanden. Das Antarctic Names Committee of Australia (ANCA) benannte ihn nach John Victor Denholm, Physiker auf der Wilkes-Station im Jahr 1959.